# Choja

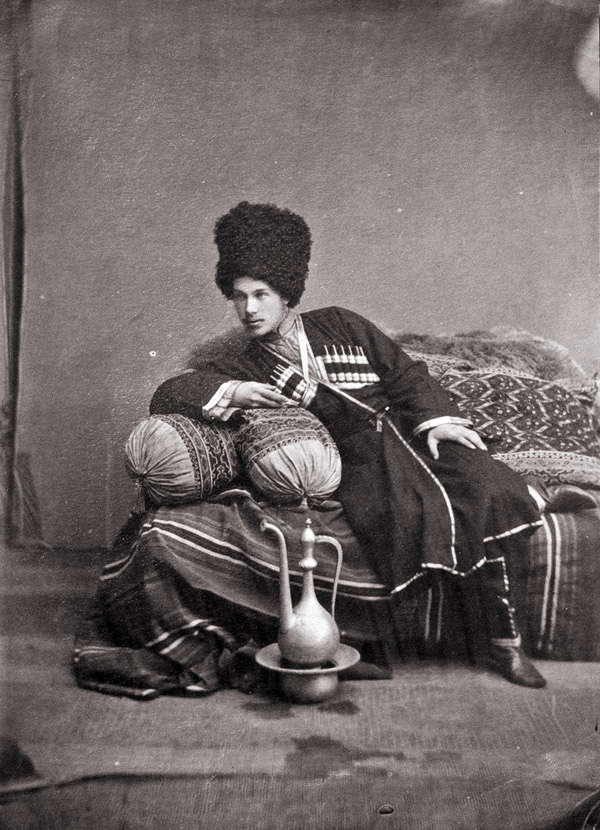
Hombre con choja y papaja. Obra de Dmitri Yermakov.

El choja, también conocido como cherkesa, o cherkeska es un abrigo de lana con cuello alto que forma parte de la vestimenta masculina tradicional de los pueblos del Cáucaso.

## Historia

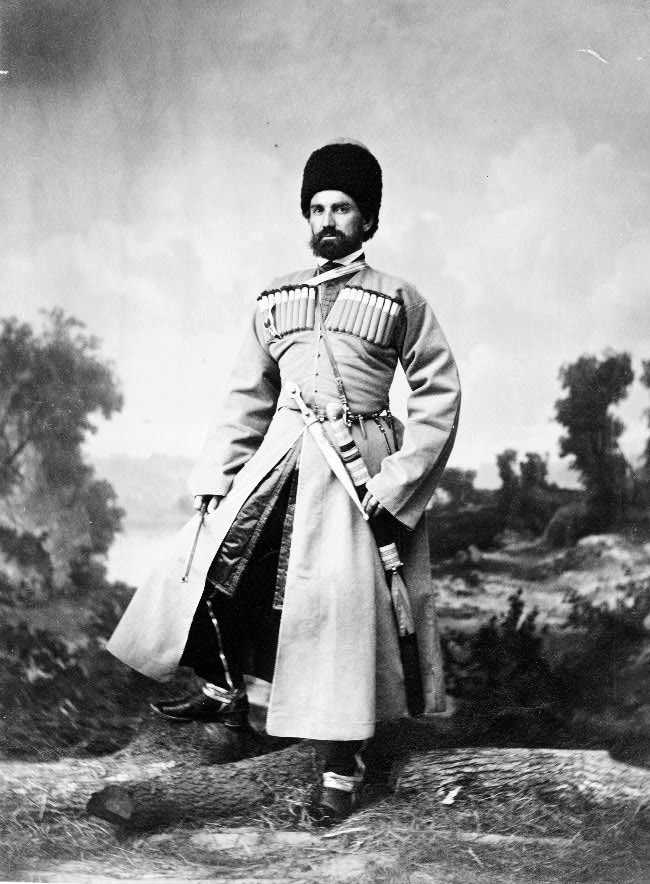
Circasiano en Constantinopla, 1865. Obra de Abdullah Frères.

Según Alexander Saveliev, Candidato de Ciencias Históricas, el prototipo del choja se remonta a mil años y puede haber sido el caftán jázaro, del cual fue tomado prestado por otros habitantes del Cáucaso. El choja tuvo un amplio uso entre los habitantes del Cáucaso desde el siglo IX hasta principios del siglo XX, cuando declinó durante la era soviética. Hoy en día, el choja ya no se es de uso diario, pero aún se usa para ocasiones ceremoniales y festivas. En Georgia se usa como símbolo del orgullo nacional y los hombres georgianos lo usan con frecuencia en bodas y funciones oficiales.
El expresidente georgiano Mijeíl Saakashvili ordenó a los funcionarios georgianos de alto rango que trabajaban en el extranjero que se presentaran con trajes nacionales, incluido el choja, en las reuniones oficiales.

## Etimología
Rusos y Ukranianos llamaban a este atuendo una cherkeska (significando 'de Circasia') porque cuando llegaron a Cáucaso le vieron por primera vez siendo usado por los circasianos. Posteriormente, los Cosacos de Kubán le adoptaron como parte de su vestimenta. 
Antes de la invasión rusa, partes del sur de Cáucaso estaban bajo influencia persa, por lo que la palabra chugha era comúnmente usada en la región y aún continúa siendo usada para referirse al atuendo aunque la pronunciación varía dependiendo el dialecto. La palabra chugha es de origen iraní y significa 'vestimenta hecha de textiles', pero también era usada en las lenguas turcas para describir otro abrigo chugha (çoğa) que era usado durante los inviernos en Asia Central. En ese contexto, es también posible que la palabra venga de la palabra chek, que significa "jalar", "apretar", "atar". Del Libro de Dede Korkut, el nombre de este tipo de vestimenta era también conocido entre los Turcos Oghuz como "chuga" o "cuha" que se traduce también como "tela". 
La palabra chugha era usada mayormente en las regiones del sur de Cáucaso, Chechenia y Daguestán. Los georgianos le llaman chokha pero solía ser llamada talavari que también es conocida como Khevsur chokha. Los azerbaiyanos le llaman chukha o chuxa o arkhalig, aunque esta última es más que nada asociada con una chaqueta ligera, los azerbaiyanos usan estas palabras de forma  intercambiable. 
Sin embargo, en las lenguas circasianas, la palabra chugha no fue adoptada y al atuendo se le conoce como shwakh-tsia, que significa 'cubierta del jinete', o simplemente tsey, que significa 'de tela'. En los grupos turcos del Cáucaso Norte así como los Nogayos, Balkarios, Karacháis y los Cumucos, se le llama a la prenda chepken, que es otro nombre que entró la lengua rusa en la forma de chekmen.

## Tipos
Aparte del choja caucásico general que usan muchas etnias en el Cáucaso y también por los cosacos de Kubán, hay cuatro tipos de chojas que se utilizan principalmente entre los georgianos: el choja de Kartli-Kajetia (Kartli y Kajetia son dos regiones del este de Georgia), el choja de Jevsureti (principalmente en la región de Mtsjeta-Mtianeti de Georgia), el choja de Ayaria (que se encuentra principalmente en las regiones occidentales de Georgia como Ayaria y Guria, anteriormente también en Lazistán), y el choja del Cáucaso en general.
La palabra choja en persa significa «traje hecho de tela». Los rusos y ucranianos lo llamaron cherkeska (que significa «de/desde Circasia»), y los cosacos de Kuban lo adoptaron como parte de su vestimenta habitual. En las lenguas pónticas, el choja se conoce como shwakh-tsia, que significa «cubre al jinete», o simplemente tsia, que significa «de tela», y fasha, que significa «le queda bien».
En Georgia, las condecoraciones especiales, además del choja, fueron adoptadas por la Orden de Chokhosani, que representaba un cuadro de élite de generales, héroes de guerra y poetas famosos.
El choja está cosido con tela gruesa y se ensancha en la parte inferior. En algunas partes del Cáucaso también las mujeres utilizan chojas.

### Choja del Cáucaso

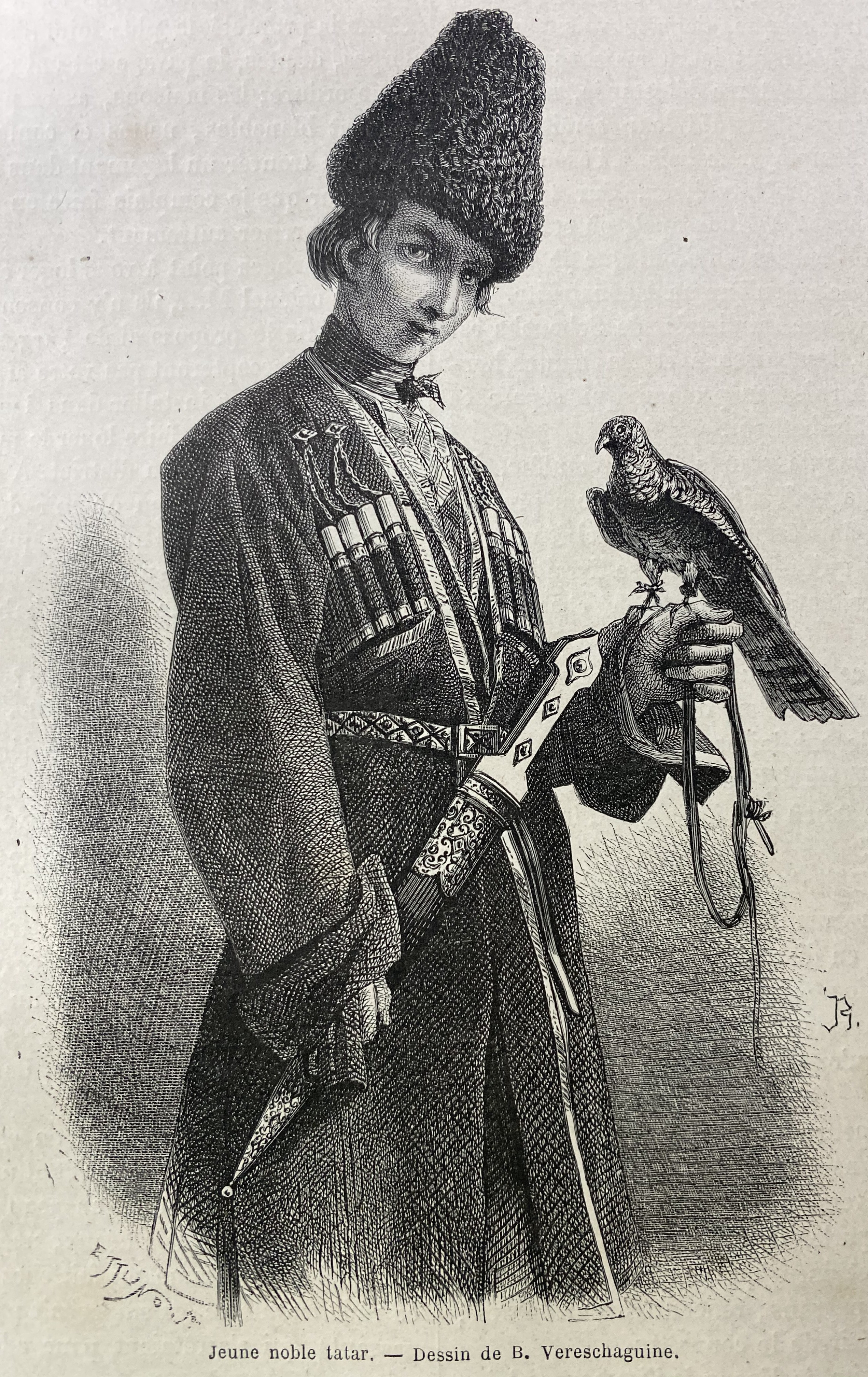
Hombre noble azerbaiyano de Shusha. Obra de Vasili Vereshchaguin.

Este es el tipo de choja más utilizado en el Cáucaso; tiene cinturones de cuero negro decorados con piezas de plata. Suele ser una versión más larga del choja de Kartli-Kajetia. El choja caucásico general suele estar hecho de tela negra, gris, blanca, azul, roja o marrón. Tradicionalmente, la edad de una persona determina el color de su choja. Generalmente, el atuendo choja incluye una daga kindjal, un beshmet debajo del choja, un gazyr (porta balas) y un bashlyk (una capucha, separada de la túnica) o una papaja (un sombrero de piel alto).

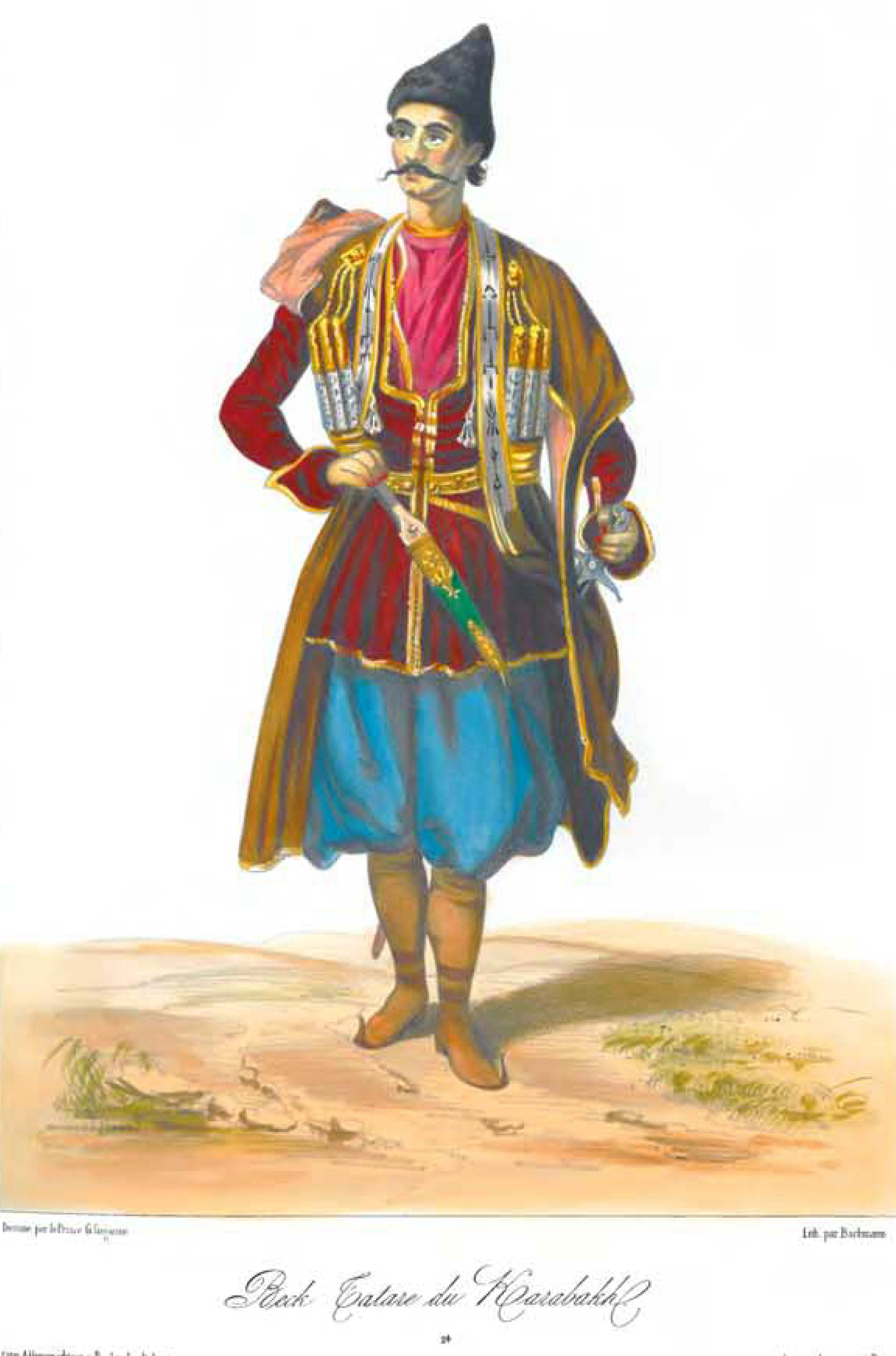
Azerí de Karabaj.[b] Obra de Grigori Gagarin.
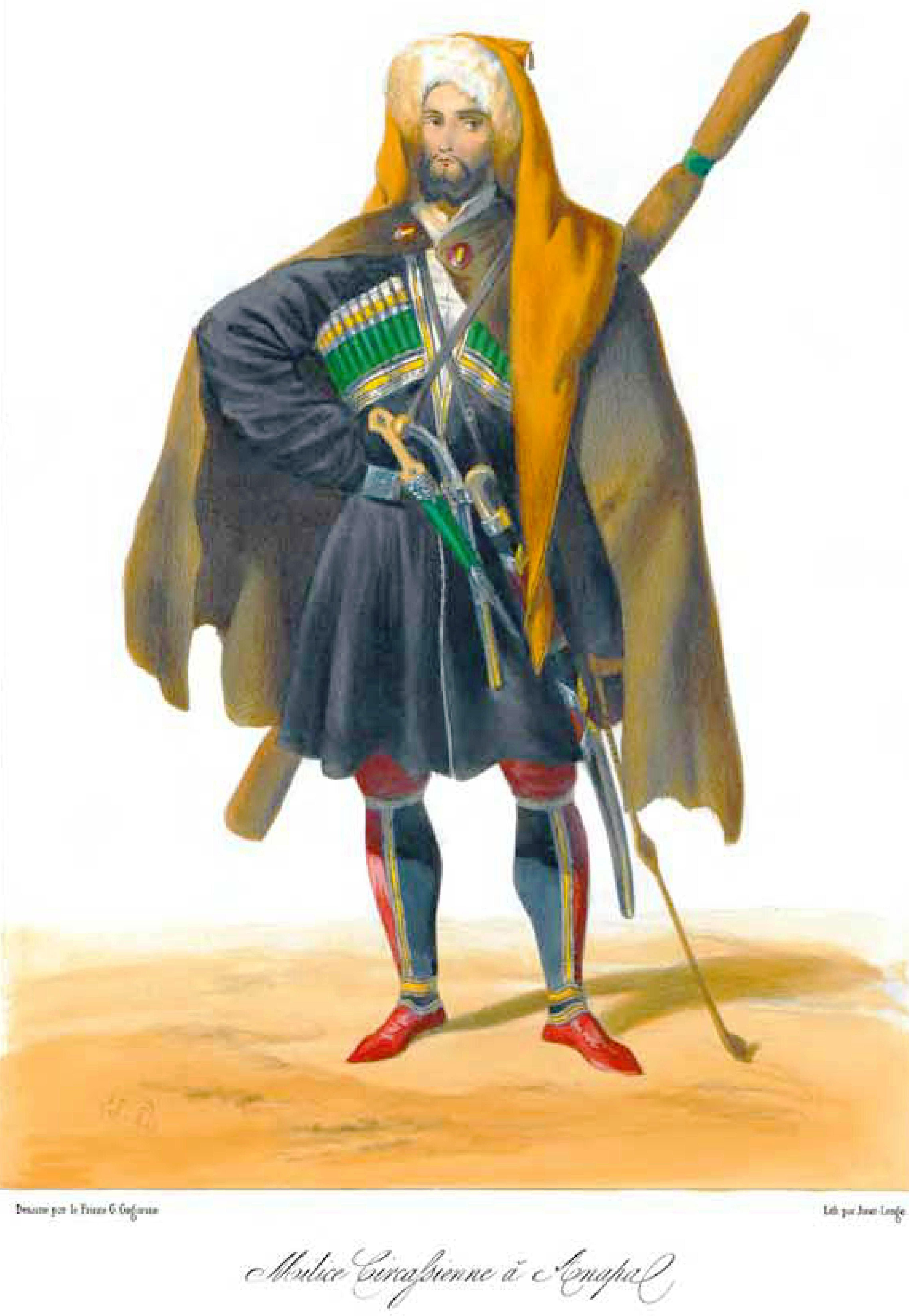
Adigué de Anapa. Obra de Grigory Gagarin.
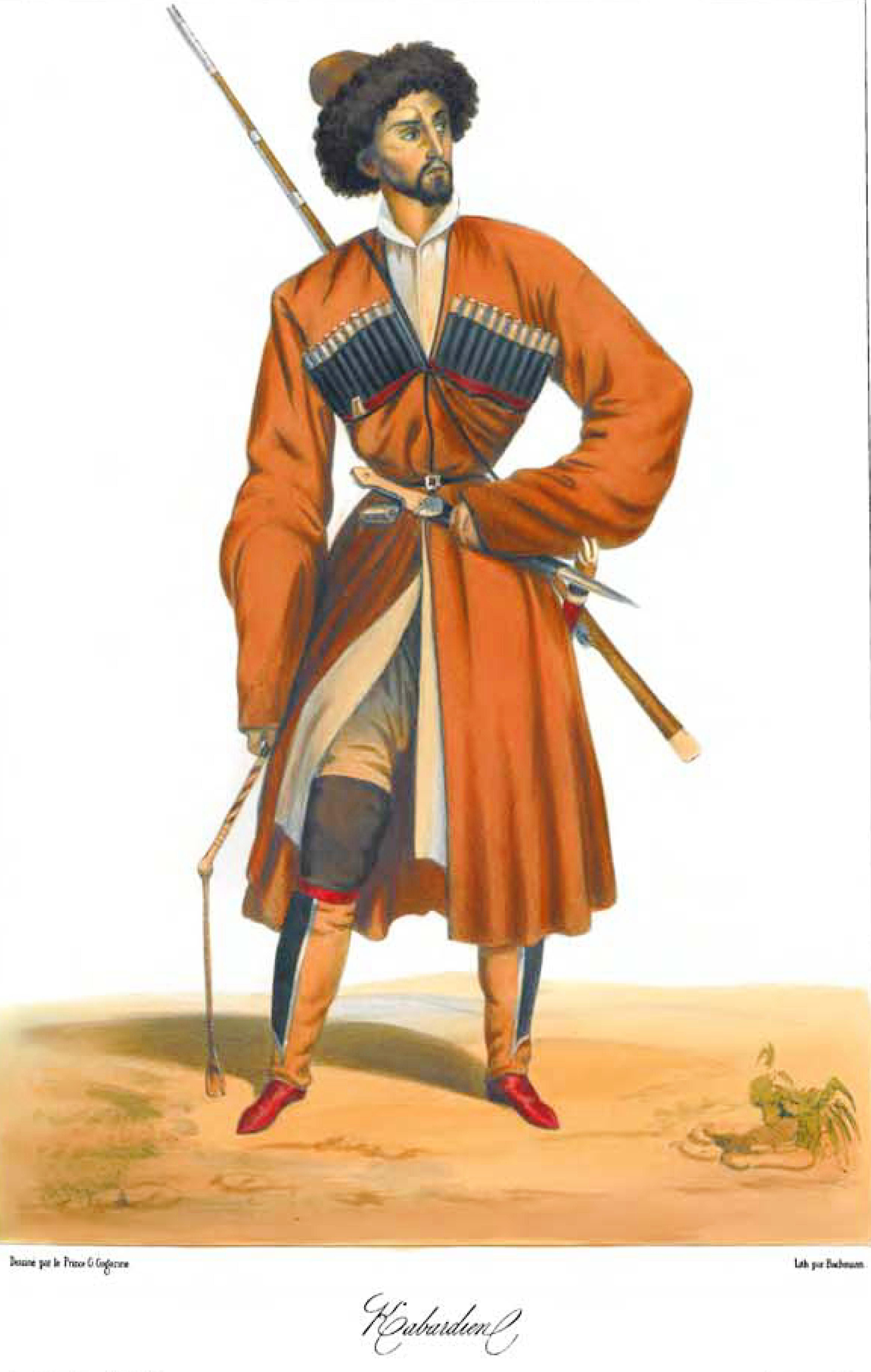
Cabardino. Obra de Grigory Gagarin.

### Choja de Kartli-Kajetia

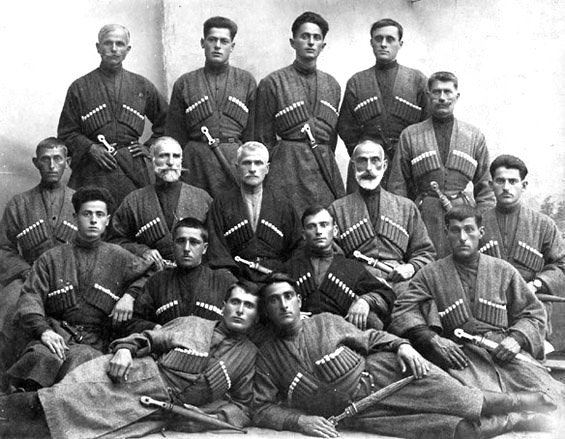
Caballería georgiana vistiendo con chojas de Kartli-Kajetia.

La versión de Kartli-Kajetia comparte similitudes con el choja caucásico general. En la mayoría de los casos, diferentes decoraciones llenan los espacios entre las telas. El choja de Kartli-Kajetia es más largo que el choja de Jevsur y tiene formas triangulares en el pecho, exponiendo la tela interior llamada arjalig. Tiende a tener gazyrs (localmente llamados masri) a ambos lados de los espacios del pecho. La falda suele tener aberturas a los lados. La gente los usa sin cinturones. El choja de Kartli-Kajetia tiene mangas largas y suele ser negro, rojo oscuro o azul.
Este es el choja más popular utilizado en Georgia, a menudo visto en reuniones oficiales y actuaciones musicales.

### Choja de Jevsureti

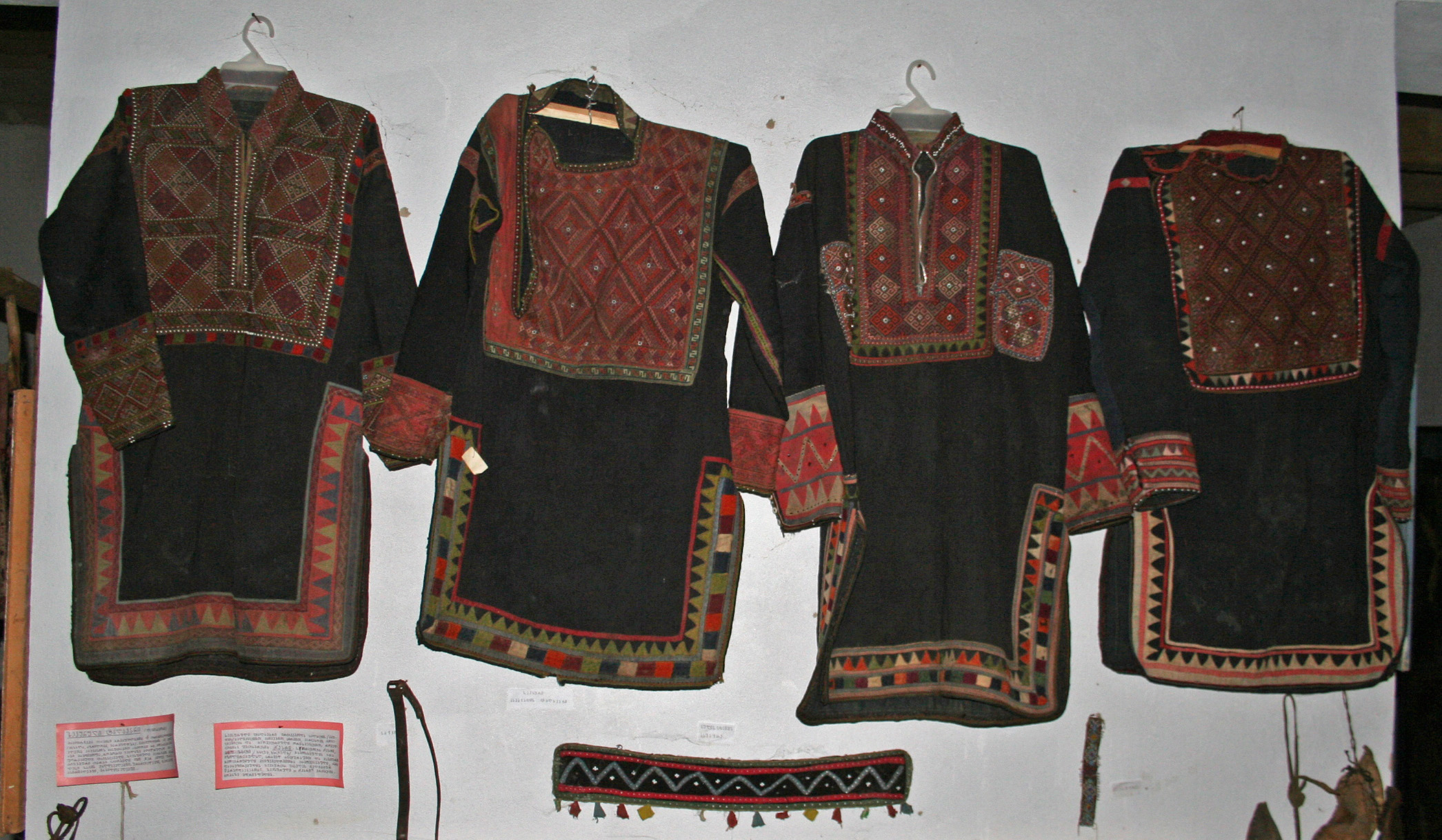
Chojas jevsures.

El choja jevsur se usó en la región de Jevsureti de Georgia entre las montañas del Gran Cáucaso. El choja jevsur se considera el más cercano a la versión medieval del choja. En su mayoría es corto, con formas trapezoidales. La parte frontal del choja tiene ricas decoraciones, formadas por cruces e íconos, y aberturas a los lados, que se extienden hasta la cintura.